# Comitato Addiopizzo
Il Comitato Addiopizzo è un movimento antimafia italiano, nato e sviluppatosi in Sicilia, impegnato principalmente sul fronte della lotta al racket  delle estorsioni mafiose (il cosiddetto pizzo), nato a Palermo nel 2004.
Ha sede a Palermo, in via Lincoln n. 131, in un appartamento confiscato alla famiglia mafiosa degli Spataro e concesso al Comitato in base alla legge n. 109 del 7 marzo 1996, sul riutilizzo sociale dei beni confiscati alle organizzazioni criminali.
Esso è intitolato a Mario Bignone, capo della Sezione Catturandi della Squadra Mobile di Palermo, scomparso prematuramente per cause naturali nel 2010.

## La nascita
La mattina del 29 agosto 2004, nell'anniversario dell'uccisione di Libero Grassi, il centro di Palermo si ritrova tappezzato di adesivi listati a lutto con la scritta: Un intero popolo che paga il pizzo è un popolo senza dignità. L'iniziativa suscita grande curiosità, oltre all'interessamento di mass media, forze dell'ordine, Procura della Repubblica.
L'iniziativa è stata ideata da alcuni ragazzi, che a partire da ciò decidono di creare un'associazione contro il fenomeno del pizzo. Le prime attività del movimento Addiopizzo sono contraddistinte dall'anonimato dei promotori.
Quello stesso 29 agosto, sui cavalcavia della tangenziale di Palermo appaiono degli striscioni sui quali si legge Un intero popolo che si ribella al pizzo è libero.
Nel maggio 2005 il Comitato Addiopizzo, con la pubblicazione del manifesto e dei suoi primi 3500 sottoscrittori, avvia la campagna Contro il pizzo, cambia i consumi in cui viene incentivato il consumo critico contro l'estorsione: consumatori che orientano i propri consumi verso un'economia legale, premiando coloro che si oppongono al racket.
Il comitato conclude la sua “clandestinità” nel 2006, con la presentazione ufficiale della campagna Contro il pizzo, cambia i consumi.

## Caratteristiche del movimento
Addiopizzo è un’associazione di volontariato espressamente apartitica ma politica, perché promuove la partecipazione democratica.
Il comitato ha anche redatto la cosiddetta Mappa pizzo-free, che raccoglie gli imprenditori, i commercianti e gli artigiani che aderiscono alla campagna di Consumo critico contro il racket delle estorsioni, i cui aderenti recano la dizione “Certificato Addiopizzo”.

## Attività

### CampagnaContro il pizzo, cambia i consumi
Il 18 febbraio 2006 la FAI (Federazione Nazionale delle Associazioni Antiracket e Antiusura) organizza a Palermo un'iniziativa di promozione a sostegno della campagna di consumo critico del comitato Addiopizzo, distribuendo ai commercianti del centro di Palermo dei dépliant informativi della campagna, con una lettera di Tano Grasso, presidente della FAI, che invita gli imprenditori ad aderire all'iniziativa.
Il 2 maggio 2006 con la campagna “Contro il pizzo cambia i consumi”, nella sala Magna di palazzo Steri, viene presentata la lista di consumo critico con cui alcuni commercianti dichiarano di non pagare il pizzo. Con l'occasione viene presentata la giornata Pizzo Free, che si sarebbe tenuta il 5 maggio a piazza Magione.
Ad oggi il numero di operatori economici pizzo-free è salito a 1014 e quello dei consumatori a più di 13.000.

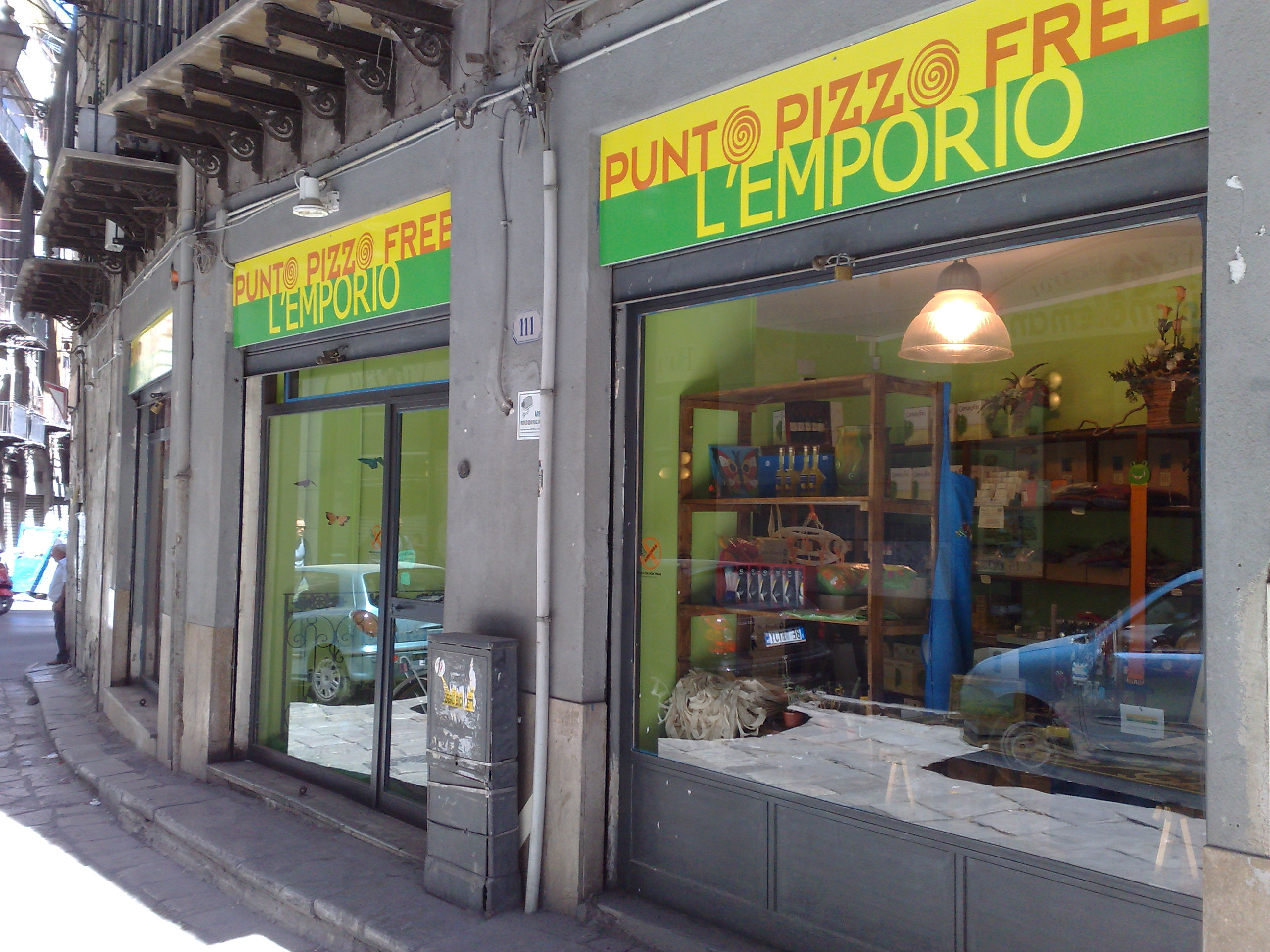
Emporio Pizzo Free a Palermo

Il 29 giugno 2006 gli attacchini del Comitato festeggiano il loro secondo compleanno affiggendo adesivi per le vie dei quartieri di Palermo interessati – poco più di una settimana prima – dall'operazione “Gotha”, tra i quali: Uditore, Passo di Rigano e San Lorenzo.
Viene intrapresa una iniziativa analoga da un gruppo di cittadini di Catania dove, due giorni prima, è stato arrestato un estorsore affiliato al clan dei Santapaola.
Nel marzo 2008, in Corso Vittorio Emanuele a Palermo è inaugurato il Punto Pizzo Free "L'Emporio", che vende solo prodotti di artisti, artigiani e commercianti che aderiscono al Comitato Addiopizzo, oltre a prodotti biologici delle cooperative che gestiscono i terreni confiscati alla mafia.

### La sensibilizzazione nelle scuole

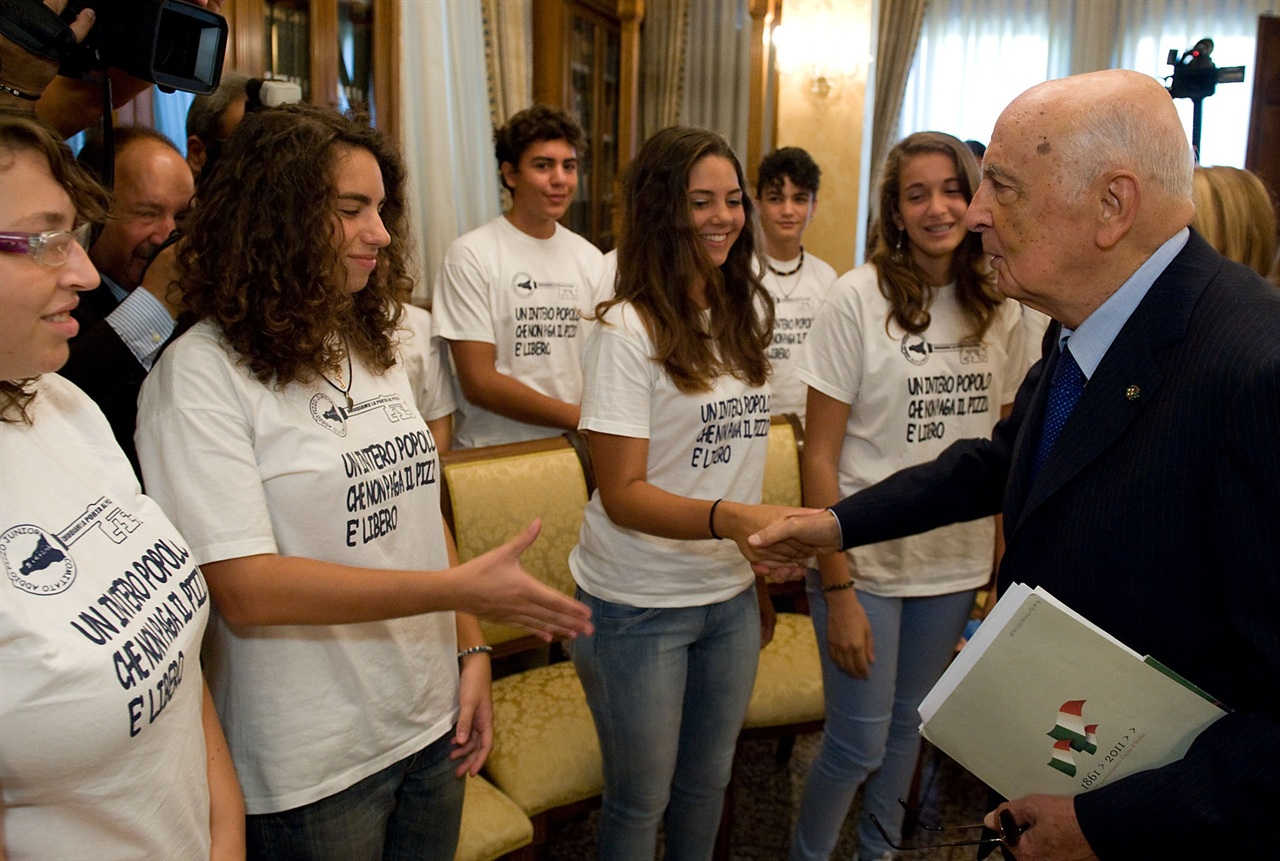
Il Presidente della repubblica Giorgio Napolitano incontra l'Associazione Addiopizzo Junior.

Dal 2005 il Comitato intraprende, nelle scuole di ogni ordine e grado della città, un lavoro di sensibilizzazione sui temi dell'antiracket e di promozione della cultura della legalità, con l'aiuto di magistrati e commercianti impegnati nella lotta al racket.
Nel 2008 viene sottoscritto un protocollo d'intesa con l'Ufficio Scolastico Regionale per la promozione di una “Economia Etica”, che prevede che i fornitori delle scuole firmino una dichiarazione in cui si impegnano a non pagare il pizzo e a denunciarne eventuali richieste da parte di estorsori, pena l'esclusione dalla lista fornitori della scuola.
Le attività nelle scuole si concludono ogni anno con la Festa Pizzo-Free.

### Le commemorazioni per la morte di Libero Grassi
Dal 2005, in occasione dell'annuale commemorazione dell'uccisione di Libero Grassi, Addiopizzo organizza una giornata in onore dell'imprenditore palermitano assassinato nel 1991 da due sicari della mafia.

### LaFesta del Consumo critico Addiopizzo
Ogni anno dal 2006, il mese di maggio vede organizzarsi la Festa del Consumo critico Addiopizzo.
Durante la fiera si possono conoscere gli imprenditori, i commercianti e le associazioni che aderiscono e rendono viva la lista del consumo critico pizzo-free.

### Il processo Gotha
Nel maggio del 2007 il Comitato si costituisce parte civile al processo Gotha, che vede tra gli imputati presunti fiancheggiatori del boss mafioso Bernardo Provenzano.
Ad oggi 108 sono i processi in cui il Comitato Addiopizzo è riconosciuto parte civile insieme ai commercianti vittime del racket, assistiti dai legali del Comitato; oltre 262 le vittime di reati di estorsione alle quali è stato offerto supporto ed assistenza gratuita.

### Libero Futuro
Il 10 novembre 2007 dal Comitato Addiopizzo, in collaborazione con la FAI, in un affollato Teatro Biondo viene presentata Libero Futuro, associazione antiracket di Palermo fatta da imprenditori. Presidente onorario dell'associazione era la vedova di Libero Grassi, Pina Maisano Grassi.
Il 21 gennaio 2005 Confindustria e Associazione Nazionale Magistrati organizzarono, nel medesimo Teatro Biondo, un convegno per parlare del fenomeno del racket ma nessun commerciante partecipò, e la sala rimase vuota.
Nel 2008 viene inaugurata la sua sede in via Alcide De Gasperi, in un immobile confiscato alla mafia.
Dalla collaborazione della neonata associazione Libero Futuro e del Consorzio ASI nasce la campagna di sensibilizzazione e informazione alla lotta al racket “Un futuro Libero per le Imprese".
Nel marzo 2010, insieme ad Addiopizzo, Libero Futuro partecipa all'iniziativa “La strada per la denuncia”, con l'allestimento di un presidio volto a offrire ai commercianti di differenti quartieri di Palermo informazioni utili sul pizzo e sui percorsi da intraprendere per una denuncia. La manifestazione viene riproposta negli anni, coinvolgendo le zone di viale Strasburgo e San Lorenzo, Brancaccio e la Noce.
Nell'ottobre del 2011 nasce su questa scia il Comitato Professionisti Liberi, un movimento basato sulla responsabilizzazione dei singoli professionisti nella lotta alla mafia a fianco degli imprenditori.
A tal fine viene anche redatto un manifesto che i "professionisti liberi" potranno sottoscrivere entrando a far parte di un elenco pubblico.

## La risposta delle istituzioni
Le campagne del Comitato hanno avuto l'appoggio di diverse istituzioni statali e imprenditoriali siciliane:
- "Addiopizzo" è il nome che, in onore delle iniziative del Comitato, le forze dell'ordine hanno assegnato a cinque operazioni antiracket.[6][7]
- Confindustria e Confcommercio si sono impegnate ad espellere i membri che pagano il pizzo.[8]
- Banca Etica si è impegnata a garantire condizioni agevolate di prestito per le imprese aderenti al Comitato.[9]
- Nel 2011 viene siglato un protocollo d'intesa tra Confcommercio e Addiopizzo, per dare vita a una collaborazione sui temi della lotta al racket e per la diffusione della pratica del Consumo critico antiracket.

## Addiopizzo a Catania e a Messina
Nel 2006 nasce Addiopizzo Catania, in seguito alle esperienze del Comitato Addiopizzo.
Nel 2010 nasce anche Addiopizzo Messina.

## Mafia? Nein danke!
Mafia? Nein danke! (in italiano, Mafia? No grazie!) è un movimento antimafia analogo ad Addiopizzo nato in Germania il 21 agosto 2007 pochi giorni dopo la strage di Duisburg ultimo atto tra famiglie di 'Ndrangheta in lotta nella faida di San Luca. L'idea è partita da Laura Garavini, e le aziende che partecipano (già più di cento) si sono impegnate a non assumere persone che hanno precedenti mafiosi e a rifiutare, denunciare e combattere qualunque tentativo d'estorsione.